# お元気ですか高島忠夫です
お元気ですか高島忠夫です（おげんき - たかしまただお - ）は文化放送のラジオ番組。
1984年10月1日、前番組『高島忠夫の気ままなジャンボ』から番組タイトルを変更。ここでは前番組についても併記する。

## 概要
当番組のパーソナリティを務めた高島忠夫は細田勝（文化放送アナウンサー(当時)）から交替する形で『ダイナミックジャンボ』のパーソナリティとして、1976年4月より、文化放送の平日午前の時間帯に登場。2年後の1978年4月より『ジャンボ』を残す形で『高島忠夫の気ままなジャンボ』に番組タイトルを変更。後に『吉田照美のやる気MANMAN!』で、吉田照美と20年間コンビを組んだ小俣雅子がアシスタントを務めた。
1984年10月1日より、『お元気ですか高島忠夫です』に番組タイトルを変更。
1989年1月、昭和天皇崩御による自粛のため『高島忠夫ワイド』に番組タイトルを一時変更した。
番組末期は裏番組の『玉置宏の笑顔でこんにちは!』（ニッポン放送）『大沢悠里のゆうゆうワイド』（TBSラジオ）に聴取率で押され、『ダイナミックジャンボ』以来、14年間の長きに渡って継続した『高島ワイド』は1990年4月改編で終了した。

## パーソナリティ
- 高島忠夫
- アシスタント
  - 小俣雅子 （『気ままなジャンボ』から『お元気ですか - 』の初期 - 1987年4月3日まで）
  - 岡本美香 （1988年3月まで）
  - 小池可奈 （1988年4月から番組終了時まで）

## 放送時間
- 月曜日 - 金曜日 9:30 - 11:45 （『気ままなジャンボ』当時の1981年3月まで）
- 月曜日 - 金曜日 9:00 - 11:00 （1981年4月から『お元気ですか - 』終了時まで）

## 番組内コーナー

### 高島忠夫の気ままなジャンボ
9時台
- 高島忠夫のさわやかテレフォン
毎日出されるその日のテーマに沿って、暮らしの中で楽しい話題になるような内容のものや感想、意見を電話で募集。集まった回答の中から選ばれたジャンボ賞受賞者1名に1万円が贈られた[3]。
- ママ お話きかせて（ - 1982年）
- 母と子の童話 お話がいっぱい（1982年 - ）
- 今日のひとこと（1981年4月 - ）
- 朝から言わせて〜電話だけがたよりです（1982年 - 1983年9月）
- きいてほしい胸のうち（1983年10月 - ）
- 連続ラジオまんが おはようサザエさん （1981年 - ）
- 奥さまステーション（1982年 - ）

10時台
- 高島忠夫のピックアップミュージック
- むかしもいまもマイライフ（ - 1982年）
- 味な話（1982年 - ）
- ダイヤル相談〜しあわせのアドバイス（ - 1983年3月）
- ハガキでコンテスト（1983年4月 - ）
- なるほどなっとく（1982年10月 - ）
- 今日から明日へ 気ままなはなし（ - 1982年）
- 今日から明日へおめでとう（1982年 - ）
- 親子バンザイ 僕も私も書きくけこ（ - 1983年3月）
- 愛こそすべて（1983年4月 - ）

11時台（1981年3月まで）
- ジャンボ週刊誌
- 高島忠夫のジャンボ・トピックス
- 気ままなサロン
- 東急ストア ママ大学

### お元気ですか高島忠夫です
9時台
- 今日もいい日に（ - 1988年9月）
- 小僧寿しチェーン 元気モリモリ高島忠夫です（1988年10月 - ）※NRN各局にもネットされた。
- おはようサザエさん（ - 1988年3月）
- 味な話（1988年4月 - ）
- NISSAN奥さまステーション（ - 1989年9月）
- 高島忠夫の本気でトーク（1989年10月 - 最終回まで）
- ラジオマガジンP.and
- とっておき情報

10時台
- ハガキでコミック
- ダイヤル人生相談
- はつらつリクエスト
- 今日から明日へおめでとう